# Jaapiella sarothamni
Jaapiella sarothamni är en tvåvingeart som beskrevs av Rubsaamen 1917. Jaapiella sarothamni ingår i släktet Jaapiella och familjen gallmyggor. Inga underarter finns listade i Catalogue of Life.